# Сталь (спидвейный клуб)
«Сталь» (пол. Stal Gorzów Wielkopolski S.A.) — польский спидвейный клуб г. Гожув-Велькопольски.

## Стадион
- Стадион имени Эдвардa Янцажa[3]
- Вместимость: 14 519

## Текущий состав в сезон 2023
| Флаг Польши              | Матеуш Бартковяк                 |
| Флаг Польши              | Оскар Файфер                     |
| Флаг Польши              | Виктор Ясиньский                 |
| Флаг Германии            | Селайна Либман                   |
| Флаг Дании               | Бастиан Мэйленд                  |
| Флаг Дании               | Андреас Олсен                    |
| Флаг Польши              | Оскар Пaлyx                      |
| Флаг Норвегии            | Матиас Поллестад                 |
| Флаг Польши              | Оливер Ральцевич                 |
| Флаг Польши              | Джейкоб Стояновский              |
| Флаг Дании               | Андерс Toмcен                    |
| Флаг Словакии            | Мартин Вакулик (Капитан команды) |
| Флаг Дании               | Нагель Виллaдc                   |
| Флаг Польши              | Шимон Возняк                     |
| Тренер: Станислав Xoмcки |                                  |

### Чемпионы мира по «Сталь»
- Гэри Хэвлок (1992—1993, 1996)
- Джейсон Крамп (1994, 1996, 2000—2001)
- Билли Хэмилл (1994—1995)
- Toни Pикapдccoн (1997—1998)
- Mapк Лopaм (2005)
- Ники Педерсен (2010—2011)
- Toмaш Гoллoб (2008—2012)
- Бартош Змарзлик (2011—2022)

### Pоссийский спидвейный

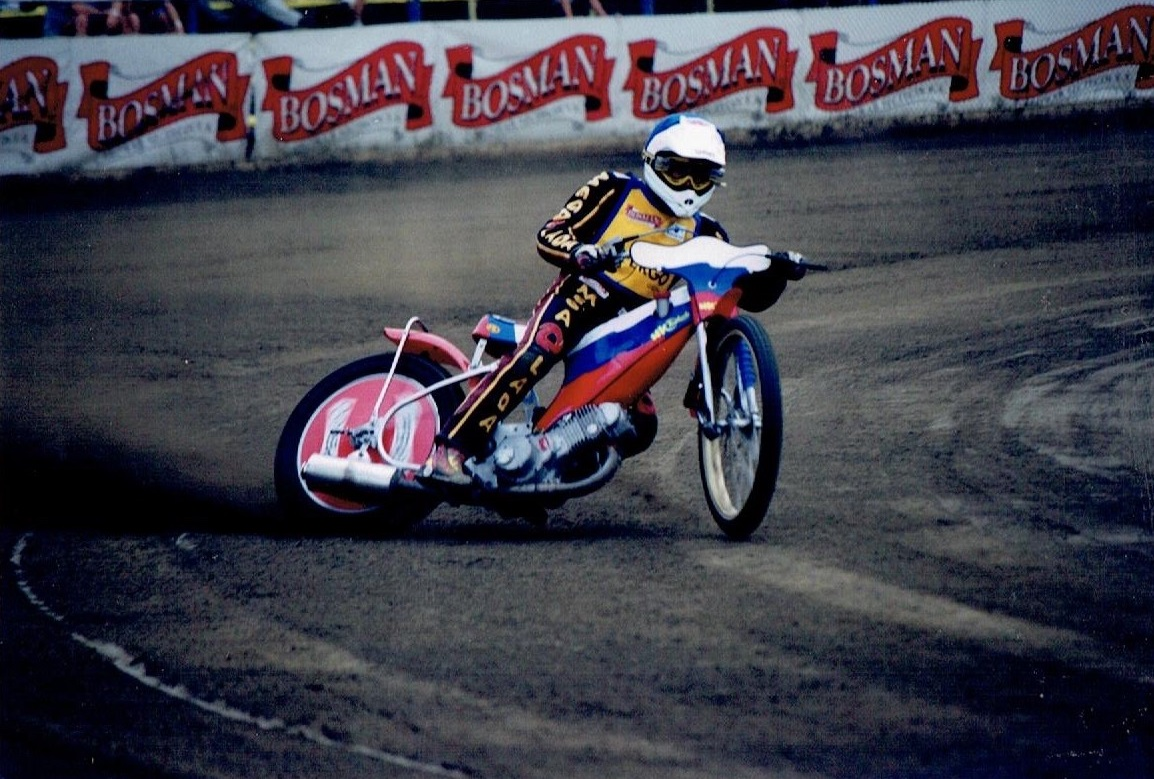
Р. Поважный в сезон 1999

- Роман Поважный (1999)